# Bouvron (Meurthe-et-Moselle)
Pour les articles homonymes, voir Bouvron.
Bouvron est une commune française située dans le département de Meurthe-et-Moselle en région Grand Est.

## Géographie
- 1Carte dynamique
- 2Carte OpenStreetMap
- 3Carte topographique
- 4Carte avec les communes environnantes
- 5Ban communal

D’après les données Corine land Cover, le ban communal de 1000 hectares comprend en 2011, plus de 60 % de terres arables, 23 % de prairies, 12% de forêt et seulement près de 3% de zones urbanisées.
Le ban communal est aujourd’hui traversé par la route départementale 904 (ex Route nationale 404) à l'est du village, mais les chroniques archéologiques signalent un ancien chemin traversant la commune du nord au sud pour relier Toul à Pannes vers Bavay (parfois nommé Chemin Brabant car ce dernier a fait partie de la Lotharingie)
| Ménil-la-Tour | Andilly | Manoncourt-en-Woëvre |
| Lagney        | Bouvron | Francheville         |
| Lucey         | Bruley  | Toul                 |

### Géologie
On trouvait, sur le territoire de la commune le sulfate de strontiane, substance minérale assez rare que l'on ne rencontre que sur deux ou trois endroits en France.

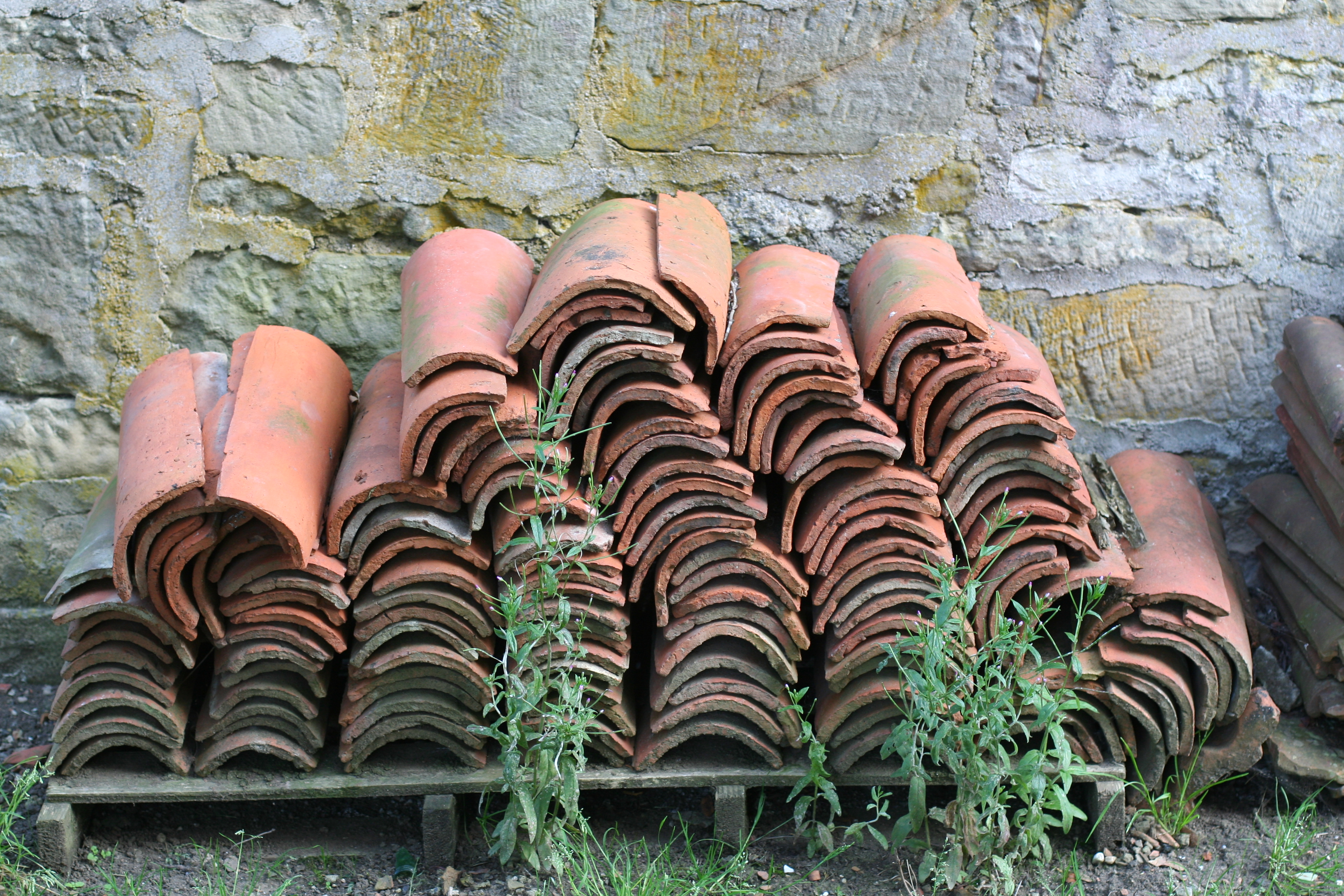
Exemple de tuiles "Tiges de bottes" lorraines (Vosges)

Comme d'autres communes dans la région touloise, Bouvron a été le lieu de productions manufacturées à base d'argile étant donné la disponibilité de l'eau (nombreux ruisseaux) et surtout de matière première : l'argile de la Woëvre. Deux tuileries ont fonctionné sur ce territoire.
Ces argiles devaient également contenir des matières premières utiles pour la taille d'outils puisque des silex taillés de la collection Husson sont signalés comme ayant été recueillis à Bouvron.

### Hydrographie
La commune est dans le bassin versant du Rhin au sein du bassin Rhin-Meuse. Elle est drainée par le ruisseau de la Naue, le ruisseau de Rehanau, le ruisseau de Ruaux et le ruisseau du Bois de St Gengoult,.

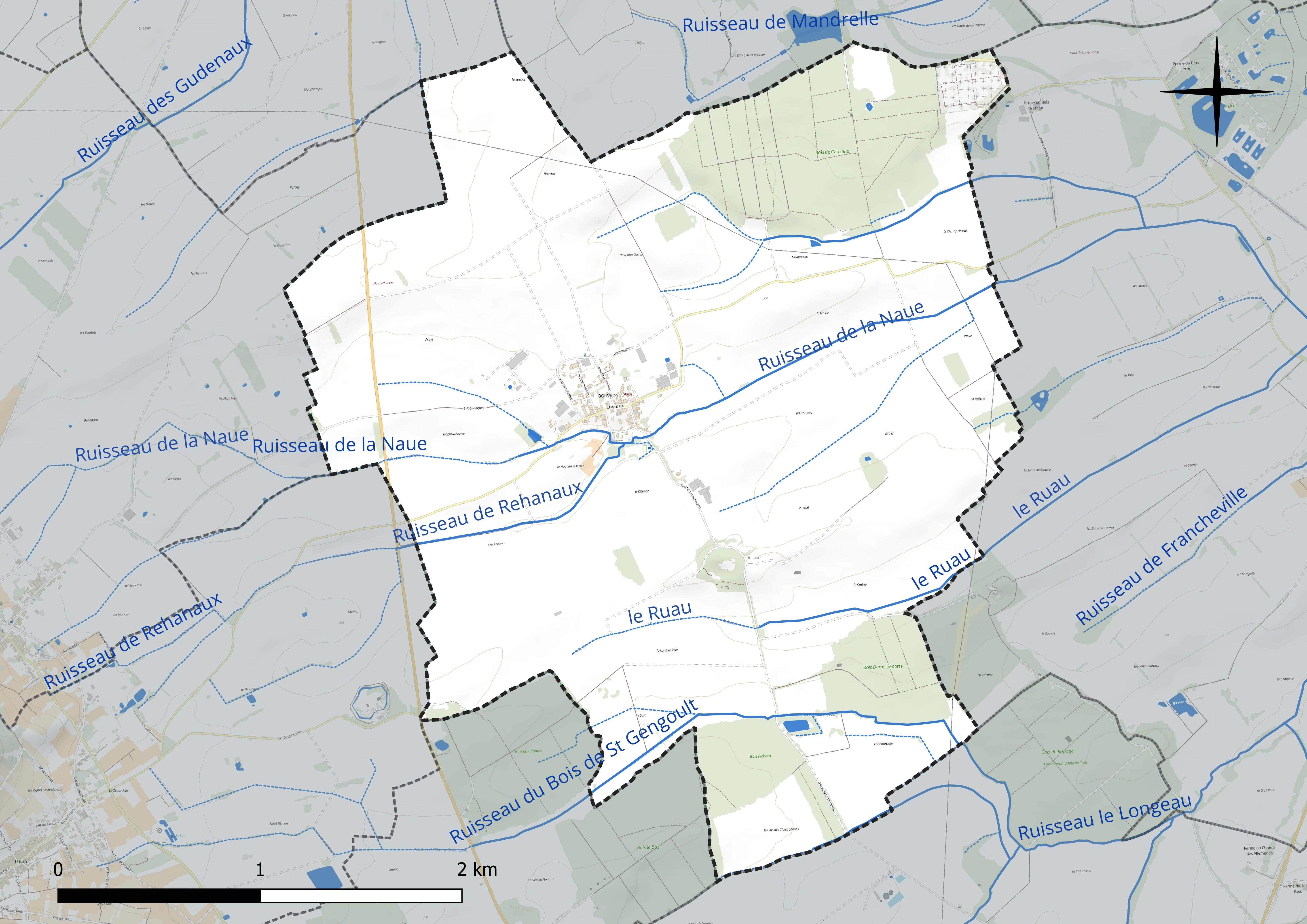
Réseau hydrographique de Bouvron.

### Climat
Pour des articles plus généraux, voir Climat du Grand Est et Climat de Meurthe-et-Moselle.
En 2010, le climat de la commune est de type climat des marges montargnardes, selon une étude du Centre national de la recherche scientifique s'appuyant sur une série de données couvrant la période 1971-2000. En 2020, Météo-France publie une typologie des climats de la France métropolitaine dans laquelle la commune est dans une zone de transition entre le climat océanique altéré et le climat océanique altéré et est dans la région climatique  Lorraine, plateau de Langres, Morvan, caractérisée par un hiver rude (1,5 °C), des vents modérés et des brouillards fréquents en automne et hiver. 
Pour la période 1971-2000, la température annuelle moyenne est de 9,7 °C, avec une amplitude thermique annuelle de 16,5 °C. Le cumul annuel moyen de précipitations est de 827 mm, avec 12,2 jours de précipitations en janvier et 9,1 jours en juillet. Pour la période 1991-2020, la température moyenne annuelle observée sur la station météorologique de Météo-France la plus proche, « Nancy-Ochey », sur la commune d'Ochey à 18 km à vol d'oiseau, est de 10,5 °C et le cumul annuel moyen de précipitations est de 810,4 mm. 
La température maximale relevée sur cette station est de 39,6 °C, atteinte le 25 juillet 2019 ; la température minimale est de −19,1 °C, atteinte le 12 janvier 1987,,. 
Les paramètres climatiques de la commune ont été estimés pour le milieu du siècle (2041-2070) selon différents scénarios d'émission de gaz à effet de serre à partir des nouvelles projections climatiques de référence DRIAS-2020. Ils sont consultables sur un site dédié publié par Météo-France en novembre 2022.

## Urbanisme

### Typologie
Au 1er janvier 2024, Bouvron est catégorisée commune rurale à habitat dispersé, selon la nouvelle grille communale de densité à sept niveaux définie par l'Insee en 2022.
Elle est située hors unité urbaine. Par ailleurs la commune fait partie de l'aire d'attraction de Nancy, dont elle est une commune de la couronne,. Cette aire, qui regroupe 353 communes, est catégorisée dans les aires de 200 000 à moins de 700 000 habitants,.

### Occupation des sols
L'occupation des sols de la commune, telle qu'elle ressort de la base de données européenne d’occupation biophysique des sols Corine Land Cover (CLC), est marquée par l'importance des territoires agricoles (83,6 % en 2018), une proportion sensiblement équivalente à celle de 1990 (84,3 %). La répartition détaillée en 2018 est la suivante : 
terres arables (61,3 %), prairies (22,3 %), forêts (12,9 %), zones urbanisées (3,5 %). L'évolution de l’occupation des sols de la commune et de ses infrastructures peut être observée sur les différentes représentations cartographiques du territoire : la carte de Cassini (XVIIIe siècle), la carte d'état-major (1820-1866) et les cartes ou photos aériennes de l'IGN pour la période actuelle (1950 à aujourd'hui).

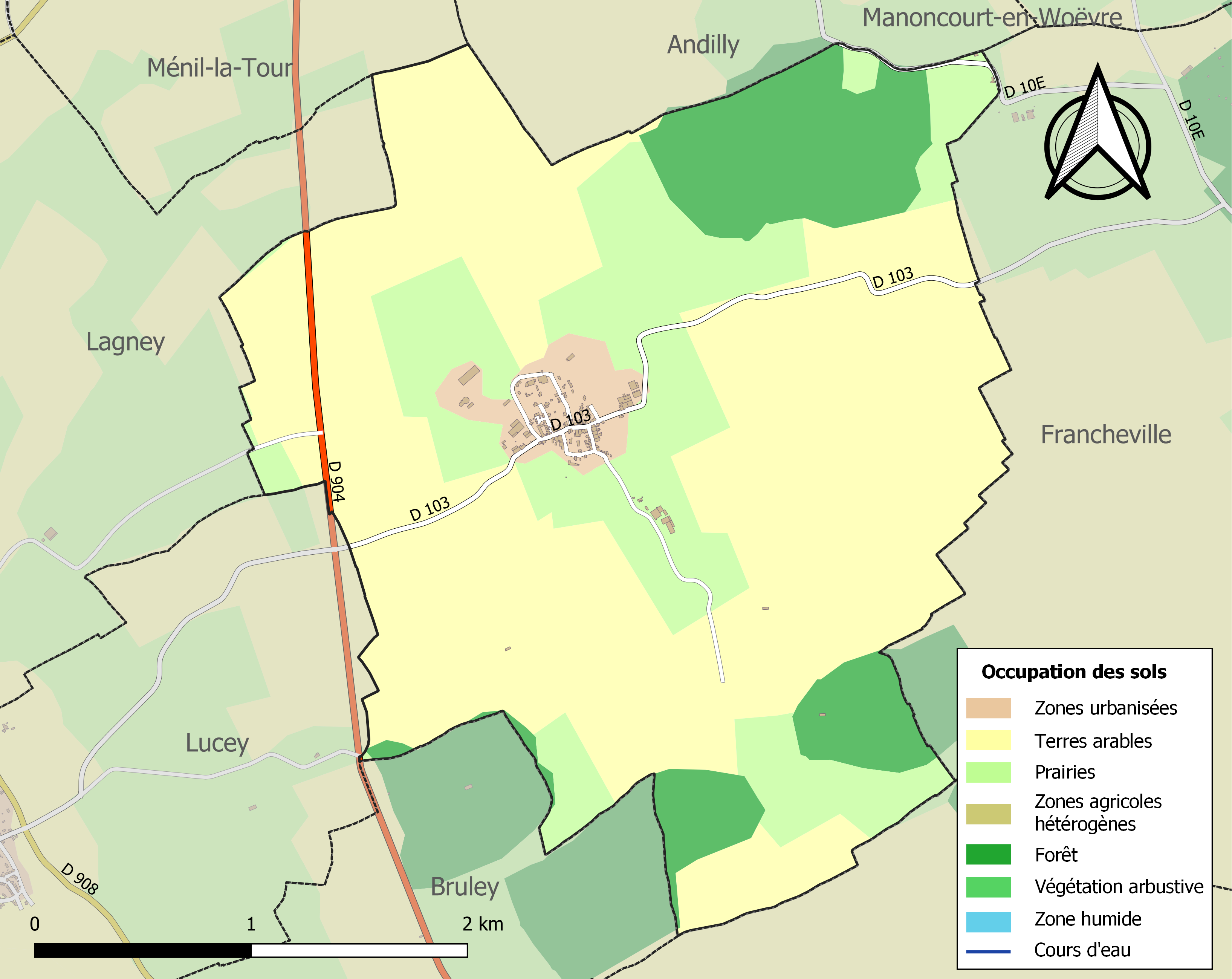
Carte des infrastructures et de l'occupation des sols de la commune en 2018 (CLC).

## Toponymie
Le nom de la localité est attesté sous les formes Bevro (885) ; Capella in Bevrone (965) ; Bevero (982) ; Boverons (1050) ; Ecclesia de Beverone (1154) ; Bouverons (1299) ; Bouveron (1323).

Le toponyme viendrait du théonyme gaulois Borvo, dieu thaumaturge lié aux cours d'eau. Peut-être de *beberonem(« le cours d'eau des castors »), qui aurait désigné d'abord le cours d'eau avant de désigner le village. Celui-ci apparaît sous le nom de Bevro dès 885.
La micro-toponymie de la commune montre qu'il a sûrement existé un gibet au lieu-dit La justice, au nord du village.

## Histoire
Le dictionnaire statistique de la Meurthe par H Lepage indique que le village est mentionné en 893 dans une charte du roi Arnolphe de Carinthie ainsi que dans la confirmation des biens de l'abbaye de saint-Mansuy par l'empereur Othon, en 965.

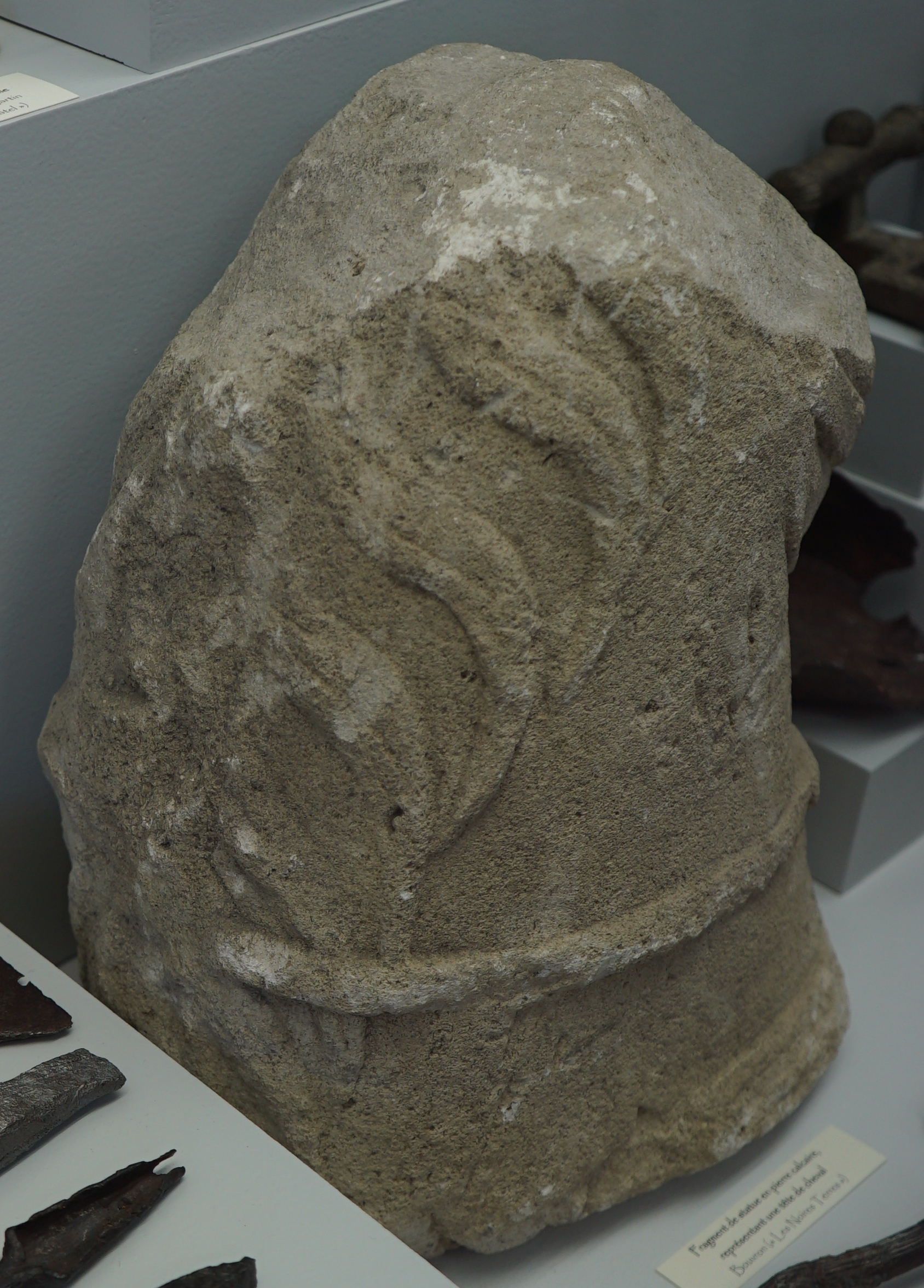
Fragment de sculpture Musée d'art et d'histoire de Toul

Ces indices historiques indiquent une fondation du village au Moyen Âge, même si une présence gallo-romaine est relatée dans les répertoires archéologiques, notamment par la découverte de vestiges d'habitations au lieu-dit la Charmotte (tuiles) ainsi que la découverte d'une sculpture mutilée de tête de cheval au lieu-dit les noires terres. Ces découvertes renforcent l'hypothèse de l'existence d'une exploitation agricole avant l’urbanisation du village entre la conquête romaine de la Gaule et la chute de l’Empire romain d'Occident.
Il est également indiqué que le château fut détruit par le duc de Lorraine Thiébaud Ier de Lorraine en 1215 ou peu avant, et reconstruit vers le XVe siècle, et qu'en 1323, Henri de Chérisey et en 1334 Isabelle sa femme reprennent en fief, du comte Edouard Ier de Bar, la seigneurie de Bouvron. Ainsi, le comte de Bar, fils de Henri, en considération "des bons et loyals services que son aîné messire « Hanry de Charisey, chevalier, lui ait faict en temps passeis et ferait encore en temps à venir », lui fit don, par lettre scellée de son sceau et datée de l'an de grâce 1323, des terres de Bouveron et de Morville-sur-Seille dont il devint seigneur et ce pourquoi il reconnut devoir six semaines de garde à Mousson.
Le territoire communal porte un ouvrage du système défensif (XIXe siècle) dit Séré de Rivière : l'Ouvrage de Bouvron

## Politique et administration
| Période                                  | Période                   | Identité                                          | Étiquette | Qualité    |
| ---------------------------------------- | ------------------------- | ------------------------------------------------- | --------- | ---------- |
| Les données manquantes sont à compléter. |                           |                                                   |           |            |
| mars 2001                                | mars 2008                 | Michel Lelu                                       |           |            |
| mars 2008                                |                           | Daniel Grojean                                    |           |            |
| octobre 2015                             | En cours (au 25 mai 2020) | Jean-Luc Lelievre, Réélu pour le mandat 2020-2026 |           | Technicien |

## Population et société

### Démographie
L'évolution du nombre d'habitants est connue à travers les recensements de la population effectués dans la commune depuis 1793. Pour les communes de moins de 10 000 habitants, une enquête de recensement portant sur toute la population est réalisée tous les cinq ans, les populations de référence des années intermédiaires étant quant à elles estimées par interpolation ou extrapolation. Pour la commune, le premier recensement exhaustif entrant dans le cadre du nouveau dispositif a été réalisé en 2007.

En 2022, la commune comptait 211 habitants, en évolution de −14,57 % par rapport à 2016 (Meurthe-et-Moselle : −0,13 %, France hors Mayotte : +2,11 %).
| 1793 | 1800 | 1806 | 1821 | 1831 | 1836 | 1841 | 1846 | 1851 |
| ---- | ---- | ---- | ---- | ---- | ---- | ---- | ---- | ---- |
| 231  | 216  | 262  | 284  | 260  | 334  | 360  | 362  | 395  |

| 1856 | 1861 | 1872 | 1876 | 1881 | 1886 | 1891 | 1896 | 1901 |
| ---- | ---- | ---- | ---- | ---- | ---- | ---- | ---- | ---- |
| 359  | 316  | 332  | 341  | 351  | 293  | 279  | 257  | 256  |

| 1906 | 1911 | 1921 | 1926 | 1931 | 1936 | 1946 | 1954 | 1962 |
| ---- | ---- | ---- | ---- | ---- | ---- | ---- | ---- | ---- |
| 315  | 320  | 210  | 173  | 169  | 154  | 154  | 129  | 125  |

| 1968 | 1975 | 1982 | 1990 | 1999 | 2006 | 2007 | 2012 | 2017 |
| ---- | ---- | ---- | ---- | ---- | ---- | ---- | ---- | ---- |
| 123  | 107  | 112  | 132  | 194  | 231  | 236  | 250  | 241  |

| 2022 | - | - | - | - | - | - | - | - |
| ---- | - | - | - | - | - | - | - | - |
| 211  | - | - | - | - | - | - | - | - |

## Économie
E. Grosse indique dans son ouvrage, vers 1836 :
« Surface territ. cadastrée, 1000 hect., dont 683 en terres labour., 158 en prés et 151 en forêts. »
ce qui indiquerait que la vigne n’était pas cultivée, même si le village était au pied des coteaux de Lucey.

### Secteur primaire ouAgriculture
Le secteur primaire comprend, outre les exploitations agricoles et les élevages, les établissements liés à l’exploitation de la forêt et les pêcheurs.
D'après le recensement agricole 2010 du Ministère de l'agriculture (Agreste), la commune de Bouvron était majoritairement orientée sur la polyculture et le poly - élevage (auparavant même production) sur une surface agricole utilisée d'environ 1245 hectares (au delà de la surface cultivable communale) en hausse depuis 1988 - Le cheptel en unité de gros bétail s'est réduit de 764 à 720 entre 1988 et 2010. Il n'y avait plus que 5 exploitations agricoles ayant leur siège dans la commune employant 14 unités de travail.

## Culture locale et patrimoine

### Lieux et monuments

#### Édifices civils
- Restes du château XIIIe siècle : tour ronde d'angle, tour ronde flanquant la courtine ouest, entrée en plein cintre. Fief du comté de Bar, et de l'évêque de Toul Renaud de Senlis, actuellement englobés dans les bâtiments d'une exploitation agricole.
- Maison forte XVe siècle.
- Ouvrages militaires faisant partie du camp retranché de Toul (Ouvrage de Bouvron).

#### Nécropole militaire allemande d'Andilly

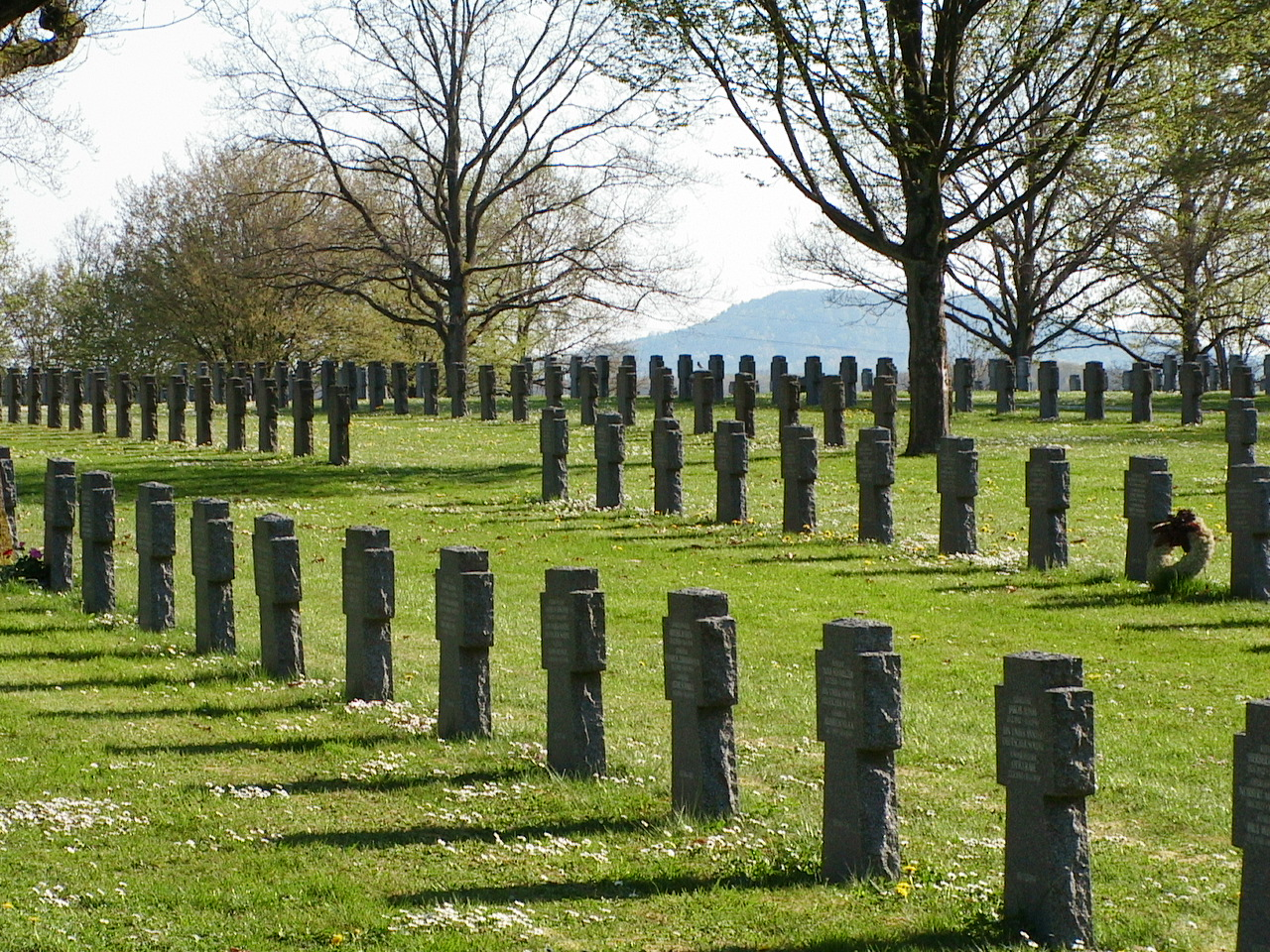
Nécropole militaire allemande d'Andilly.

Voici le texte qui se trouve affiché à l'entrée de la Nécropole Militaire Allemande d'Andilly :
"Les tombes de soldats sont les grands prédicateurs de la Paix"
(Albert Schweitzer, Prix Nobel de la Paix).
Le Volksbund Deutsche Kriegsgräberfürsorge ou Service d'Entretien des Sépultures Militaires Allemandes a été chargé par le gouvernement allemand d'aménager cette nécropole militaire de regroupement pour les victimes de la Seconde Guerre Mondiale au début des années 60. Ses membres et bienfaiteurs en ont financé l'entretien avec leurs cotisations et dons. Dans le cadre de camps de jeunesse internationaux, des Jeunes gens de toute l'Europe aident toujours à l'entretien, et jettent ainsi les bases d'une compréhension mutuelle.
Au début du mois de septembre 1944, les troupes alliées se pressaient en direction de l'Allemagne. De la vallée du Rhône jusque sur la crête des Vosges et à la vallée du Rhin, les combats contre les troupes de repli allemandes ont causé des deux côtés des pertes énormes.
Les services d'inhumation des Américains ont établi ici pour les leurs, ainsi que pour les soldats allemands, tombés au combat, un cimetière provisoire.
Après la guerre, les Américains ont relevé leurs soldats et les ont inhumés à Saint-Avold. Andilly est alors devenu un cimetière militaire allemand où reposaient à l'époque 5000 victimes.
À partir de 1957, le Volksbund a commencé à rechercher et à regrouper à Andilly les corps des soldats allemands tombés dans onze départements. C'est ainsi qu'avec plus de 33 000 sépultures, la plus grande nécropole militaire allemande pour la Seconde Guerre Mondiale en France a été créée. Elle a été ouverte au public en 1962.
Les défunts de ce cimetière appellent à la Paix.

#### Édifices religieux
- Église Saint-Mansuy XVIIIe siècle.

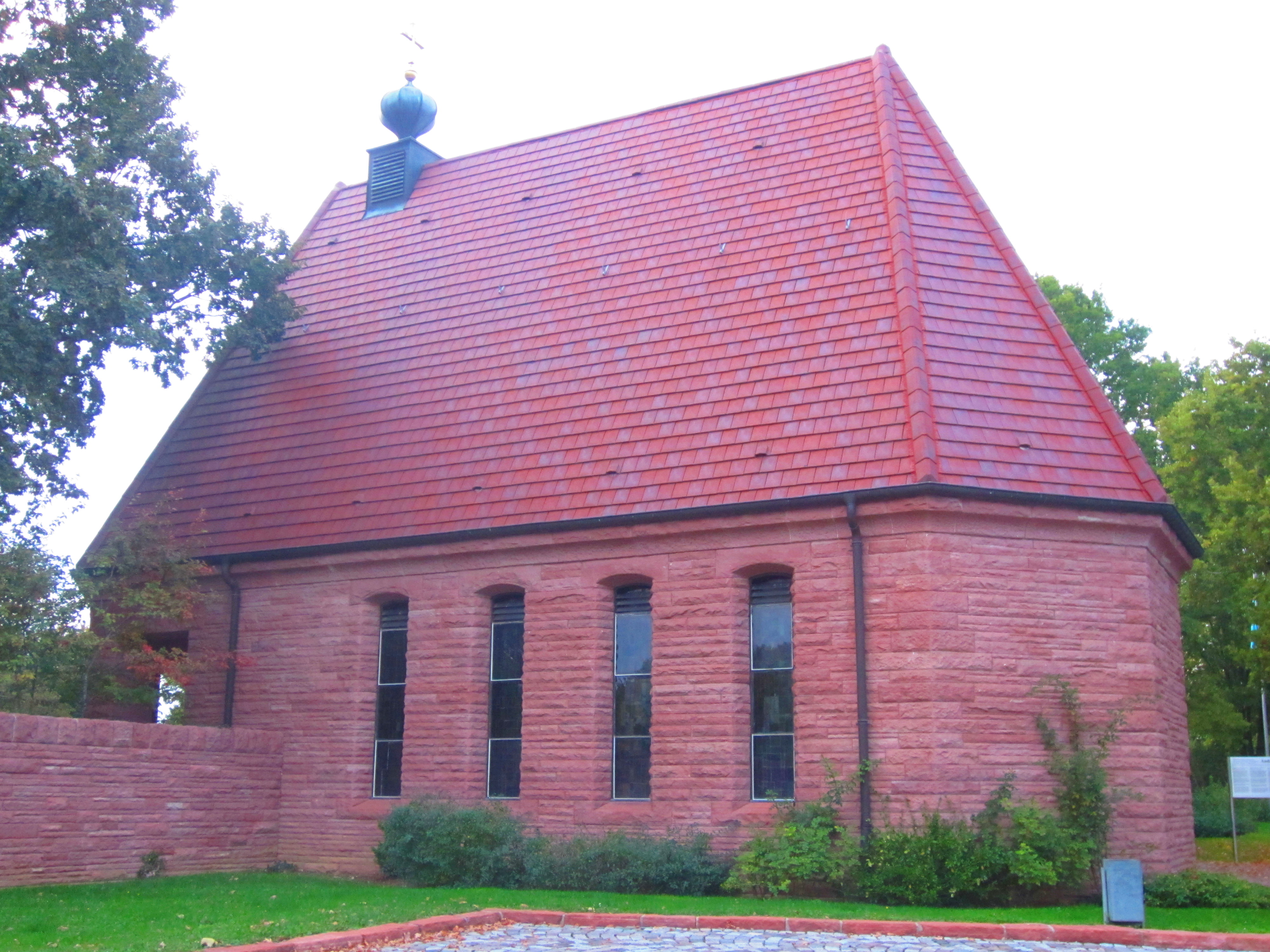
Chapelle du cimetière militaire allemand.

- Chapelle du cimetière militaire allemand (bois de Chazaux).

### Personnalités liées à la commune
- Narcisse Cotte (1828 - 1892), sculpteur né à Bouvron, diplomate et collectionneur d'œuvres d'art français.

### Héraldique, logotype et devise
| Blason de Bouvron | Blason  | De gueules au bœuf d'argent brochant sur une crosse abbatiale d'or.      |
| Blason de Bouvron | Détails | Armes parlantes. (bœuf) Le statut officiel du blason reste à déterminer. |

#### Sur la famille de Cherisey
- Émile Auguste Nicolas Jules Bégin, Biographie de la Moselle : ou, Historie par ordre alphabétique de toutes les personnes nées dans ce département, qui se sont fait remarquer par leurs actions, leurs talens, leurs écrits, leurs vertus, ou leurs crimes, vol. 1, Verronnais, 1829, 587 p. (lire en ligne)